# Шапел Текл
Шапел Текл (фр. Chapelle-Thècle) насеље је и општина у источном делу централне Француске у региону Бургоња, у департману Саона и Лоара која припада префектури Луан.
По подацима из 2011. године у општини је живело 474 становника, а густина насељености је износила 28,76 становника/km². Општина се простире на површини од 16,48 km². Налази се на средњој надморској висини од 204 метара (максималној 204 m, а минималној 174 m).

## Демографија
| 1962. | 1968. | 1975. | 1982. | 1990. | 1999. | 2011. |
| ----- | ----- | ----- | ----- | ----- | ----- | ----- |
| 530   | 637   | 578   | 569   | 538   | 477   | 474   |

График промене броја становника у току последњих година